# Тезія яванська
Тезія яванська (Tesia superciliaris) — вид горобцеподібних птахів родини Cettiidae.

## Поширення
Ендемік острова Ява (Індонезія). Його природними середовищами існування є субтропічні гірські та помірні ліси.

## Опис
Дрібний птах, завдовжки 8-10 см, вага тіла 6-9 г. Розмножуються сезонно, сезон триває протягом травня - липня. Відкладають по 3-5 яєць. 

## Спосіб життя
Полює на дрібних комах у підліску і на землі.